# Regierungsbezirk Oppeln

Schlesiens indelning 1905:
Regierungsbezirk Liegnitz
Regierungsbezirk Breslau
Regierungsbezirk Oppeln

Regierungsbezirk Oppeln var ett regeringsdistrikt som var beläget i den preussiska provinsen Schlesien och existerade från 1813 till 1945. Regierungsbezirk Oppeln utgjorde provinsen Oberschlesien från 1919 till 1938 och från 1941 till 1945. Provinshuvudstad var Oppeln.
Efter Tysklands nederlag i andra världskriget 1945 hamnade området öster om Oder-Neisse-linjen och tillföll Polen. 

## Administrativ indelning (1910)
| Stadskrestar 1. Beuthen 2. Gleiwitz 3. Kattowitz 4. Königshütte 5. Oppeln 6. Ratibor (sedan 1904) | Kretsar och landkretsar 1. Kreis Beuthen (Beuthen) 2. Kreis Cosel (Cosel) 3. Kreis Falkenberg (Falkenberg) 4. Kreis Groß Strehlitz (Groß Strehlitz) 5. Kreis Grottkau (Grottkau) 6. Kreis Hindenburg O.S. (Hindenburg O.S.) 7. Kreis Kattowitz (Kattowitz) 8. Kreis Kreuzburg (Kreuzburg) 9. Kreis Leobschütz (Leobschütz) 10. Kreis Lublinitz (Lublinitz) 11. Kreis Neiße (Neiße) 12. Kreis Neustadt (Neustadt) 13. Kreis Oppeln (Oppeln) 14. Kreis Pleß (Pleß) 15. Kreis Ratibor (Ratibor) 16. Kreis Rosenberg (Rosenberg) 17. Kreis Rybnik (Rybnik) 18. Kreis Tarnowitz (Tarnowitz) 19. Kreis Tost-Gleiwitz (Tost-Gleiwitz) |

### Webbkällor
- ”Regierungsbezirk Oppeln” (på tyska). Territoriale Veränderungen in Deutschland und deutsch verwalteten Gebieten 1874–1945. Arkiverad från originalet den 1 augusti 2014. https://www.webcitation.org/6RVjhD7sf?url=http://www.territorial.de/obschles/rboppeln.htm. Läst 1 augusti 2014.